# Ковачевич, Владимир (футболист, 1992)
Владимир  Ковачевич (род. 11 ноября 1992, Оджаци, Воеводина) — сербский футболист, защитник. Игрок российского клуба «Сокол (Саратов)».

## Карьера
Воспитанник клуба «Воеводина» (Нови-Сад). По амплуа — центральный защитник, может сыграть на позиции опорного полузащитника.
На взрослом уровне дебютировал в мае 2010 года, сыграв в двух матчах Сербской суперлиги за «Воеводину». Сезон 2010/11 провёл на правах аренды в другом клубе Суперлиги «Хайдук» (Кула), после чего вернулся в «Воеводину», но в сезоне 2011/12 провёл лишь 3 матча и в следующем сезоне был отдан в аренду в клуб первой лиги «Пролетер» (Нови-Сад).
В сентябре 2013 года перешёл в клуб Суперлиги «Спартак» (Суботица), за который играл в течение трёх сезонов.
В июне 2016 года вернулся в «Воеводину», подписав контракт сроком на 3 года. Через полгода Ковачевича выкупил бельгийский «Кортрейк», с которым игрок подписал соглашение сроком на четыре с половиной года. «Кортрейку» принадлежал три с половиной года, вместившие в себя и период с июня 2018 по июнь 2019 года, когда Ковачевич на правах аренды играл за молдавский «Шериф».
В июле 2020 года вновь вернулся в «Воеводину», подписав контракт на два года. В летне-осенней части сезона-2022/23 играл за новичка сербской Суперлиги клуб «Младост» (Нови-Сад). В январе 2023 года подписал контракт с клубом Первой лиги России «Динамо» (Махачкала). 26 декабря 2024 года стало известно, что Ковачевич покинул клуб.
16 января 2025 года стал игроком саратовского «Сокола».
В составах «Воеводины» и «Шерифа» принимал участие в матчах квалификации еврокубков: Лиги чемпионов (2018/19 — 3 матча), Лиги Европы (2013/14, 2016/17, 2018/19 — 1, 4, 2), Лиги конференций (2021/22 — 4). Играл за сборные Сербии из игроков до 18 лет и до 21 года. Единственный раз за национальную сборную Сербии сыграл 29 сентября 2016 года в товарищеском матче против сборной Катара (0:3).

## Достижения
- Чемпион Молдавии: 2018
- Обладатель Кубка Молдавии: 2018/19